# Christi-Geburt-Kirche (Ternopil)
Koordinaten: 49° 33′ 12″ N, 25° 35′ 41″ O

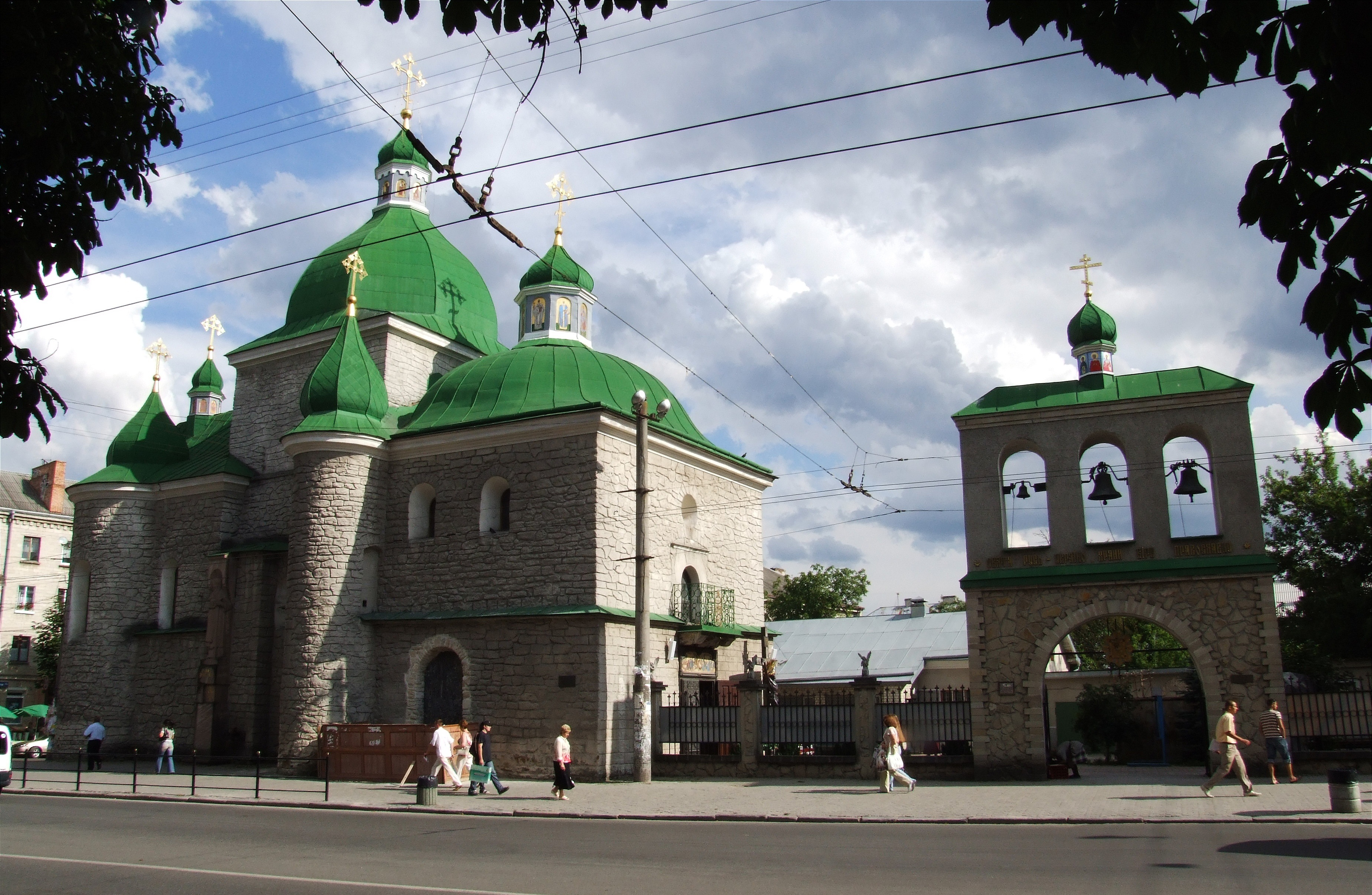
Die Christi-Geburt-Kirche in Ternopil

Die Christi-Geburt-Kirche (ukrainisch Церква Різдва Христового/Zerkwa Risdwa Chrystowoho) ist ein orthodoxes Kirchengebäude der Orthodoxen Kirche der Ukraine (Eparchie Ternopil) ab den späten 1980er Jahren in Ternopil im Westen der Ukraine, der Hauptstadt der Oblast Ternopil. Die Kirche wurde zwischen 1602 und 1608 erbaut. Im Jahr 1808 wurde sie restauriert. Zwischen etwa 1700 und 1946 gehörte sie zur Ukrainisch griechisch-katholischen Kirche (UGKK).